# Aracima
Aracima is een geslacht van vlinders van de familie spanners (Geometridae), uit de onderfamilie Geometrinae.

## Soorten
- A. muscosa Butler, 1878
- A. serrata Wileman, 1911